# ألبرت كومبس بارنز
ألبرت س. بارنز (بالإنجليزية: Albert Coombs Barnes)‏ هو كيميائي أمريكي، ولد في 2 يناير 1872 في فيلادلفيا في الولايات المتحدة، وتوفي في 24 يوليو 1951 في فينيكسفيل في الولايات المتحدة بسبب حادث مرور.

## وصلات خارجية
- ألبرت كومبس بارنز على موقع الموسوعة البريطانية (الإنجليزية)
- ألبرت كومبس بارنز على موقع إن إن دي بي (الإنجليزية)